# Douglasspirea
Douglasspirea (Spiraea douglasii) är en växtart i familjen rosväxter och förekommer i nordvästra Nordamerika. Arten förekommer som trädgårdsväxt i och kan återfinnas som förvildad i Sverige.
Douglasspirea är en lövfällande buske som bildar täta bestånd genom riklig rotskottsbildning. Den blir upp till 2,5 meter hög. Bladen är avlånga, 3-10 cm, jämnbreda, i övre halvan skarpt tandade, i spetsen rundade till spetsiga, med rundad bas. Bladovansidan är mörkt grön, medan undersidorna är tätt filthåriga och lysande vita. Blomställningen blir 10-20 cm är mycket tät, smalt konisk, mot toppen cylindrisk. Blomställningens grenar är tätt filthåriga. Foderbladen tillbakadragna. Kronbladen är mörkt rosa. Nektariering saknas. Baljkapslarna är kala.
En liknande art är luddspirea (S. tomentosa), som dock har äggrunda till avlångt äggrunda blad, ojämnt tandade, spetsiga blad som har gul- till gråulliga bladundersidor.

## Varieteter
Två varieteter kan urskiljas:
- var. menziesii - har bladundersidor som är nästan kala till grå- till vitulliga.
- var. douglasii - har ofta smalare blad med ullhår endst på nerverna, så blanovansidan lyser igenom.

## Hybrider
Hybriden mellan douglasspirea och björkspirea (S. betulifolia) har fått namnet Spiraea ×pyramidata.
Hybriden mellan douglasspirea och häckspirea (S. salicifolia) har fått namnet klasespirea (S. ×billardii)
Hybriden mellan douglasspirea och Spiraea canescens har fått namnet Spiraea ×brachybotrys.
Hybriden mellan douglasspirea och Spiraea splendens har fått namnet Spiraea ×hitchcockii.

### Webbkällor
- Aldén, B. & Ryman, S. (red.) (2005-). ”Svensk Kulturväxtdatabas (SKUD)”. CBM, Alnarp. http://skud.info. Läst 27 juli 2009.